# Lekåsa församling
Lekåsa församling var en församling i Skara stift och i Essunga kommun. Församlingen uppgick 2002 i Lekåsa-Barne Åsaka församling.

## Administrativ historik
Församlingen har medeltida ursprung. 
Församlingen var till 1 maj 1922 moderförsamling i pastoratet Lekåsa, Essunga, (Barne-)Åsaka, Fåglum och Kyrkås (Sandbäck) för att därefter till 2002 vara annexförsamling i pastoratet Essunga, Lekåsa, Barne-Åsaka, Fåglum och Kyrkås. Församlingen uppgick 2002 i Lekåsa-Barne Åsaka församling som 2019 uppgick i Essunga församling.  Här bodde drygt 200 personer (2013).

## Kyrkor
- Lekåsa kyrka